# Donald Arnold
Donald Arnold   (Kelowna, 14 de juliol de 1935 - North Vancouver, 27 de juny de 2021) fou un remer canadenc que va competir durant la dècada de 1950.
El 1956 va prendre part en els Jocs Olímpics d'Estiu de Melbourne, on guanyà la medalla d'or en la prova del quatre sense timoner del programa de rem. Formà equip amb Archibald McKinnon, Lorne Loomer i Walter D'Hondt. Quatre anys més tard, als Jocs de Roma, va guanyar la medalla de plata en la prova del vuit amb timoner del programa de rem.
En el seu palmarès també destaquen dues medalles als Jocs de la Commonwealth de 1958, així com quatre campionats nacionals.
El 1962 es va graduar a la Universitat de Colúmbia Britànica. Entre d'altre, ha estat inclòs al Canadian Olympic Hall of Fame i el British Columbia Sports Hall of Fame.